# Osec
Osec, Business Network Switzerland  – organizacja, formalnie stowarzyszenie non-profit, która decyzją szwajcarskiego parlamentu z 1 stycznia 2008 jest odpowiedzialna za rozwój i ekspansję firm tego kraju zagranicą - promocję eksportu, importu i inwestycji oraz promowanie Szwajcarii jako miejsca biznesu.
Osec (rozwinięcie skrótu: Office suisse d’expansion commerciale, Szwajcarskie Biuro Rozwoju Handlu) powołano w 1927 na bazie powstałej w 1908 Szwajcarskiej Centrali Wystawienniczej (Schweizerische Zentralstelle für Ausstellungswesen), oraz w 1919 Szwajcarskiego Biura Przemysłu (Bureau industriel suisse - BIS), z siedzibą w Lozannie i Zurychu.
Na najważniejszych, tradycyjnych i rozwijających się rynkach świata Osec utrzymuje sieć szwajcarskich centrów biznesu (Swiss Business Hub), również w Warszawie. Współpracuje z Federalnym Departamentem Spraw Zagranicznych (Eidgenössisches Departement für auswärtige Angelegenheiten), będącym odpowiednikiem ministerstwa spraw zagranicznych, oraz Państwowym Sekretariatem Gospodarki (Staatssekretariat für Wirtschaft - SECO).
Większość Swiss Business Hubs pracuje w sieci oficjalnych przedstawicielstw dyplomatyczno-konsularnych Federalnego Departamentu Spraw Zagranicznych, lecz dwa (w Austrii i we Włoszech) są zarządzane przez bilateralne izby handlowe.
Osec prowadzi też szwajcarskie centrum europejskiej informacji gospodarczej Euro Info Center Schweiz.